# Luuk Van Waes
Luc Leo Michiel (Luuk) Van Waes (1958) is hoogleraar aan de Universiteit Antwerpen in het vakgebied Zakelijke en Technische Communicatie (Faculteit Toegepaste Economische Wetenschappen). Hij verricht voornamelijk onderzoek naar schrijfprocessen en digitale media in professionele contexten.